# Dino Merlin
Dino Merlin, właśc. Edin Dervišhalidović (ur. 12 września 1962 w Sarajewie) – jugosłowiański i bośniacki kompozytor i piosenkarz i autor tekstów, wokalista zespołu Merlin w latach 1983–1991. Dwukrotny reprezentant Bośni i Hercegowiny w Konkursie Piosenki Eurowizji (w 1999 i 2011).

## Życiorys

### Wczesne lata
Uczęszczał do szkoły podstawowej „Moris Moco Salom”, która w późniejszych latach będzie inspiracją dla jego twórczości. Następnie ukończył Techniczną Szkołę Średnią w Sarajewie. Podjął studia, jednak przerwał je po pierwszym semestrze, chcąc skupić się na działalności muzycznej. By się utrzymać, dorabiał jako pracownik fabryki metalu na przedmieściach stolicy.
Gdy miał 12 lat, otrzymał od matki gitarę, na której samodzielnie nauczył się grać. Niedługo później zaczął pisać swoje pierwsze melodie i teksty piosenek. Pierwszy utwór skomponował, mając 14 lat. Jako nastolatek brał udział w kilku konkursach muzycznych, w których wykonywał własne interpretacje piosenek znanych wykonawców.

### Kariera

#### Współpraca z zespołem Merlin
W czasach licealnych zaczął grać pierwsze koncerty wraz z przyjacielem z dzieciństwa, klawiszowcem Mirsadem Lutvicą, który pomagał mu w nauce gry na gitarze, a kilka lat później wraz z nim założył zespół Merlin. Przyjaźnił się również z młodszym bratem Lutvicy, Mensurem, który towarzyszył mu, gdy grali koncerty na ulicach Sarajewa.
W 1983 wraz z przyjaciółmi założył zespół Merlin, w którym odpowiedzialny był za pisanie tekstów, komponowanie muzyki oraz śpiewanie. Kilka miesięcy później za własne pieniądze wynajął studio muzyczne należące do Brano Likicia, by zarejestrować napisane przez siebie piosenki. Nagranie nie zostały przyjęte przez żadną z czołowych wytwórni muzycznych w Sarajewie. W trakcie nagrywania jednej z piosenek został dostrzeżony przez odkrywcę talentów Muradifa Brkicia, który zaproponował im podpisanie kontraktu ze swoją wytwórnią muzyczną Sarajevodisk. Efektem współpracy był pierwszy album studyjny zespołu, zatytułowany Kokuzna vremena z 1985.
W następnych latach wydali jeszcze cztery albumy: Teško meni sa tobom, a još teže bez tebe (1986), Merlin (1987), Nešto lijepo treba da se desi (1989) i Peta strana svijeta (1990).
Niedługo po premierze piątej płyty zakończył współpracę z muzykami, chcąc skupić się na karierze solowej.

#### Kariera solowa
W 1991 przybrał pseudonim Dino Merlin, a w swych utworach zaczął łączyć orientalne instrumenty wraz z nowoczesnym brzmieniem muzyki elektronicznej. W 1993 wydał pierwszy, solowy album studyjny, zatytułowany Moja bogda sna. W 1995 zaprezentował drugą płytę pt. Fotografija, a także napisał tekst państwowego hymnu „Jedna si jedina”. W 1997 nagrał singiel „Ljubav je” w towarzystwie kilku innych lokalnych artystów, takich jak m.in. Srđan Jevđević, Hajrudin Varešanović czy Dražen Žerić.
W 1999 wydał piosenkę „Putnici”, którą nagrał w duecie z Béatrice Poulot. Zaprezentowali ją podczas koncertu BH Eurosong, wyłaniającego reprezentanta Bośni i Hercegowiny w 44. Konkursie Piosenki Eurowizji, i zajęli drugie miejsce, przegrywając jedynie z utworem „Starac i more” zespołu Hari Mata Hari. Po dyskwalifikacji grupy zostali ogłoszeni nowymi przedstawicielami kraju w konkursie organizowanym w Jerozolimie. W finale konkursu zajęli siódme miejsce, zdobywszy 86 punktów. Również w 1999 wydał swój pierwszy album koncertowy pt. Vječna vatra, zawierającym zapis audiowizualny koncertu, który zagrał 23 lipca 1998 w Sarajewie.
W 2000 wydał trzeci solowy album studyjny pt. Sredinom, a w maju 2004 – płytę pt. Burek, która sprzedała się w ponad 600 tys. egzemplarzach. W lipcu zaśpiewał gościnnie podczas ceremonii otwarcia Starego Mostu, odnowionego przez UNESCO po jedenastu latach od zniszczeniu w 1993.
W 2005 wydał drugi album koncertowy pt. Live Koševo 2004, zawierający zapis audiowizualny koncertu zagranego pod koniec lipca 2004 na stadionie Koševo w Sarajewie. W trakcie widowiska gościnnie wystąpiło kilku innych piosenkarzy z krajów byłej Jugosławii, w tym np. Nina Badrić, Ivana Banfić i Željko Joksimović. Piosenka „Superman”, którą nagrał z Joksimoviciem, dotarła do pierwszego miejsca krajowych list przebojów.

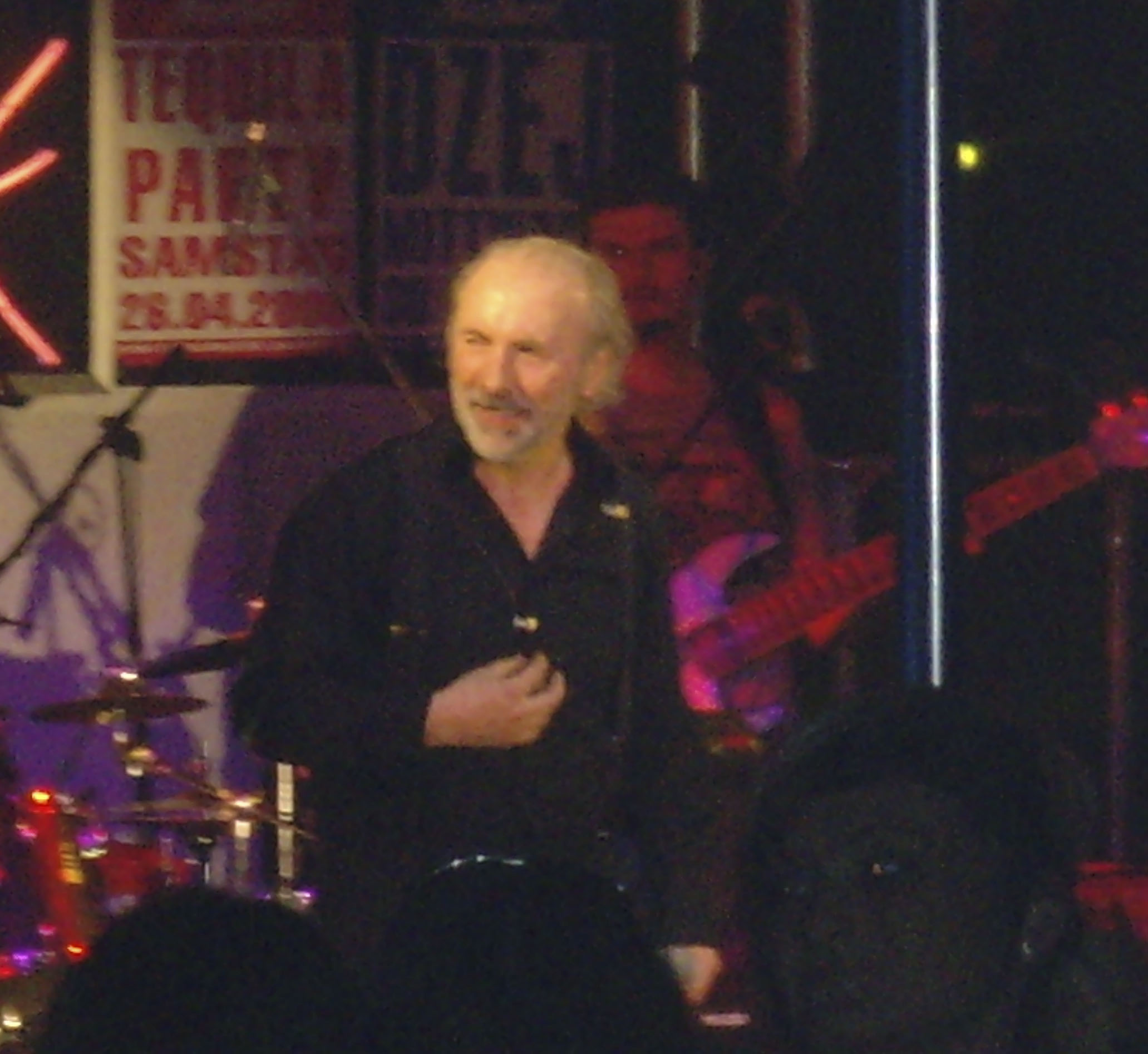
Dino Merlin podczas koncertu, 2008

W połowie 2007 wydał singiel „Otkrit ću ti tajnu”, którym zapowiadał swój kolejny album pt. Ispočetka, wydany w czerwcu 2008 nakładem chorwackiej wytwórni City Records. Drugim singlem z płyty była piosenka „Dabogda”, którą nagrał z Hari Varešanoviciem, wokalistą zespołu Hari Mata Hari.
W 2011 z piosenką „Love in Rewind” reprezentował Bośnię i Hercegowinę w 56. Konkursie Piosenki Eurowizji. 14 maja otworzył stawkę drugiego koncertu półfinałowego i z piątego miejsca awansował do finału rozgrywanego 16 maja. Zajął w nim szóste miejsce po zdobyciu łącznie 125 punktów, w tym m.in. maksymalnych not 12 punktów od Austrii, Macedonii, Serbii, Słowenii i Szwajcarii.
W czerwcu 2014 wydał szósty album studyjny pt. Hotel Nacional.

### Życie prywatne
Jest synem Abida i Fatimy. Jego ojciec pracował jako stolarz, a matka była muzułmańską duchowną. Gdy miał siedem lat, jego rodzice rozwiedli się, a on zamieszkał z matką.
Mieszka w Sarajewie. W latach 80. poślubił Amelę, która była jego szkolną miłością. Ma dwoje dzieci, córkę Naidę i syna Hamzę.

## Dyskografia

### Albumy studyjne
- Moja Bogda sna (1993)
- Fotografija (1996)
- Sredinom (2000)
- Burek (2004)
- Ispočetka (2008)
- Hotel Nacional (2014)

### Albumy koncertowe
- Vječna vatra (1999)
- Live Koševo (2005)
- Koševo 19. Juli (2009)

### Albumy kompilacyjne
- The Best of Dino Merlin (2001)
- The Platinum Collection (2006)
- The Ultimate Collection (2009)